# 歌津車站
歌津車站（日语：／ Utatsu eki */?）是一位於日本宮城縣本吉郡南三陸町、東日本旅客鐵道氣仙沼線沿線的BRT車站。採簡易委託方式營運的歌津車站屬於JR東日本仙台支社的管轄範圍，並由石卷車站代為管理。

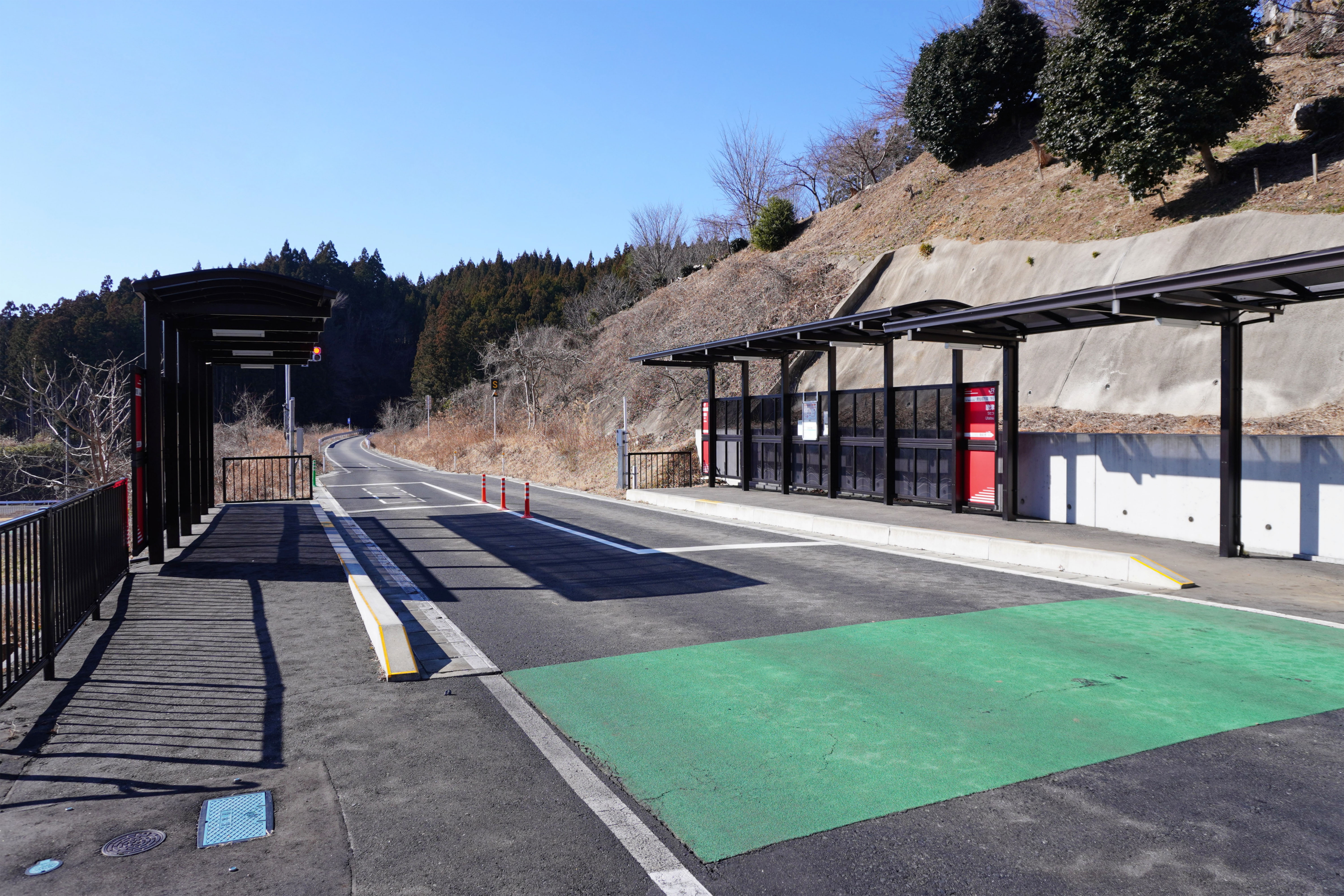
公車站全景（2024年2月）

## 車站結構
地震前為對向式月台2面2線的地面車站，月台位於較高的築堤上，月台與外部以長樓梯連絡。石卷站管理的簡易委託站，2005年（平成17年）完成的大站舍位於月台下方，地震後因海嘯而流失。
2012年8月的BRT暫定開業時是少數設置於遠離道路上的月台，伴隨同年12月BRT開業，站前廣場新設BRT用的站舍。

### 地震前月台配置
| 月台 | 路線      | 方向 | 目的地                   |
| ---- | --------- | ---- | ------------------------ |
| 1    | ■氣仙沼線 | 上行 | 前谷地、小牛田、仙台方向 |
| 2    | ■氣仙沼線 | 下行 | 本吉、氣仙沼方向         |

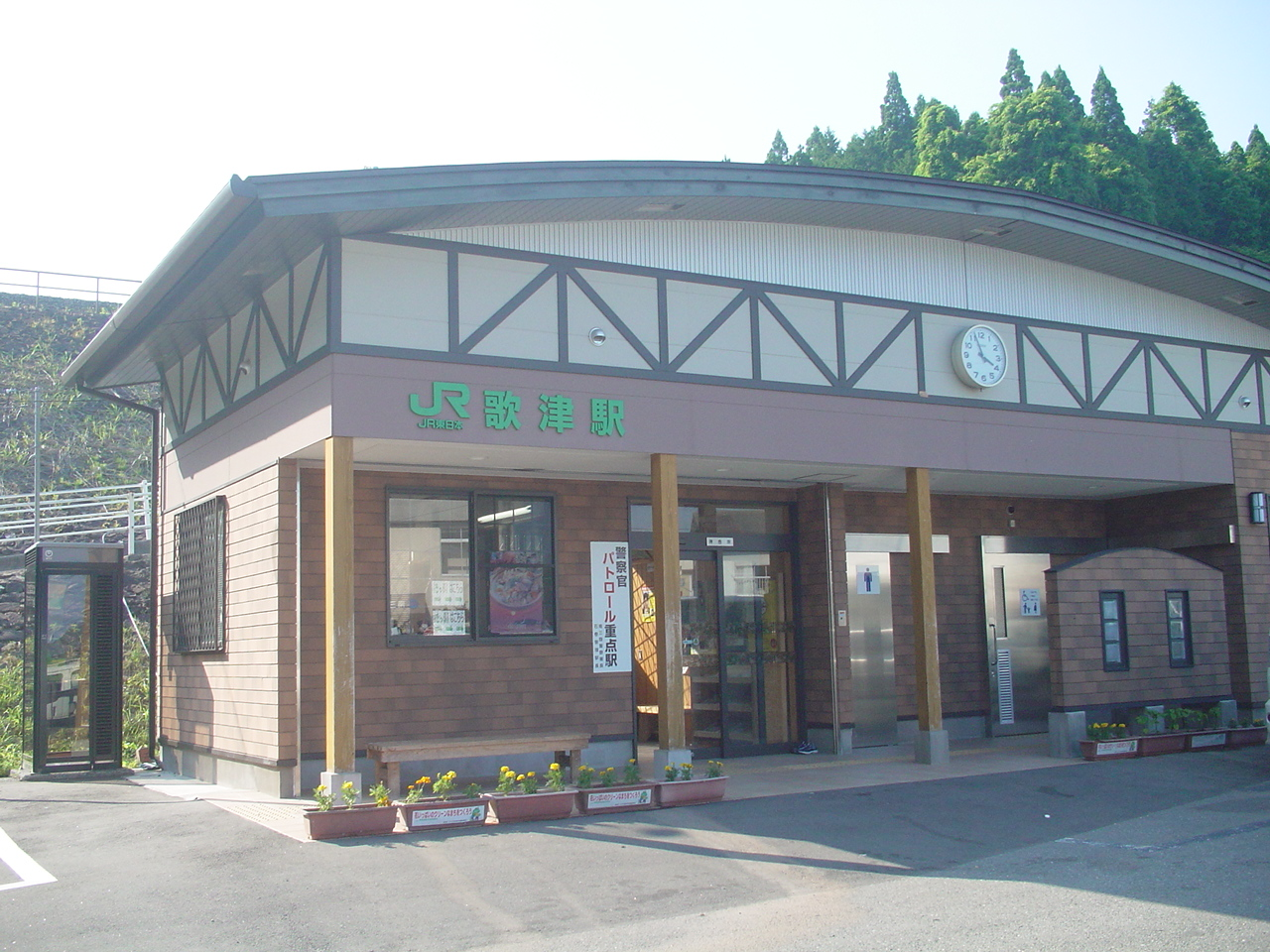
地震前站房（2007年6月）
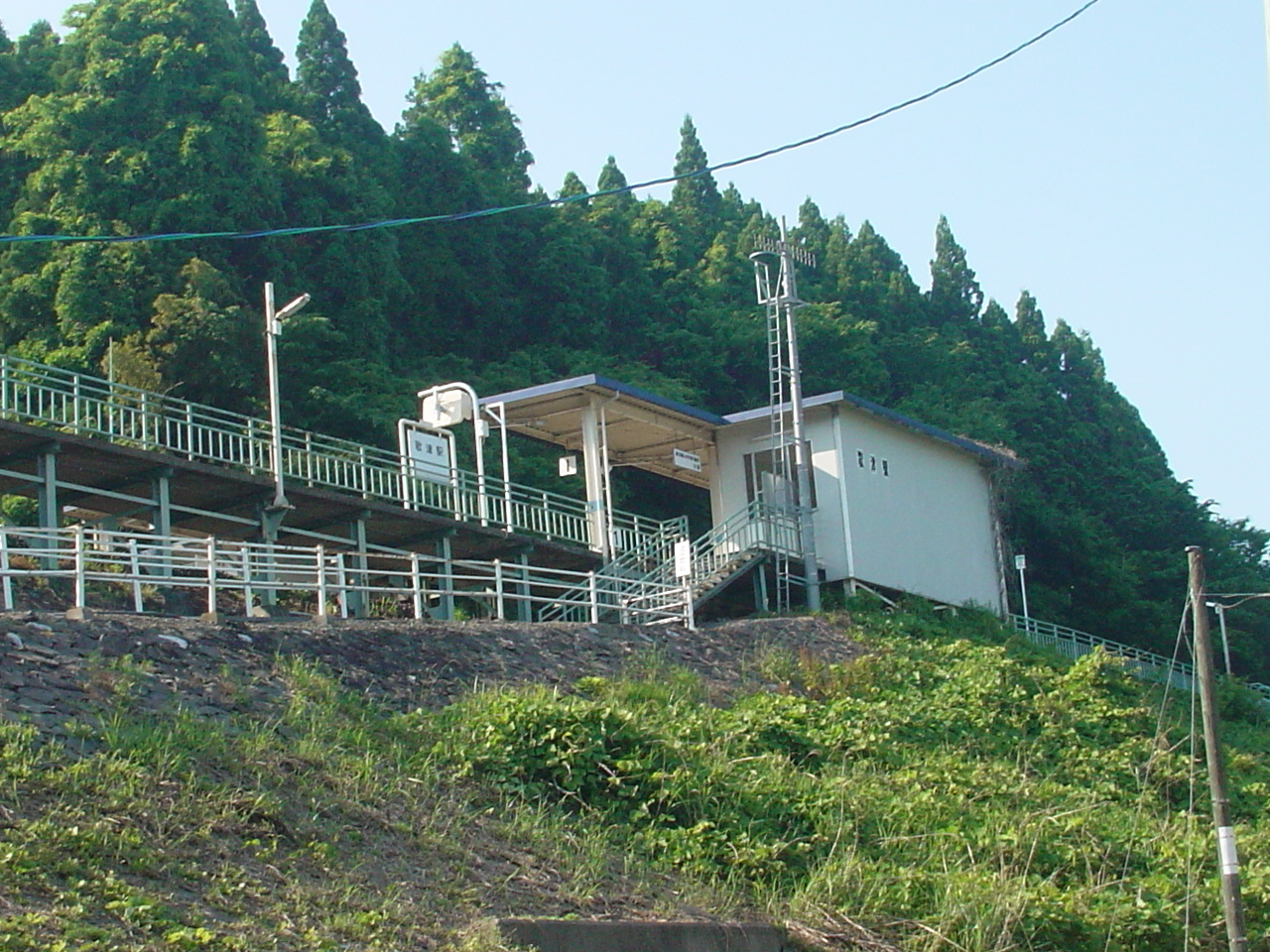
地震前站房等待室（2007年6月）
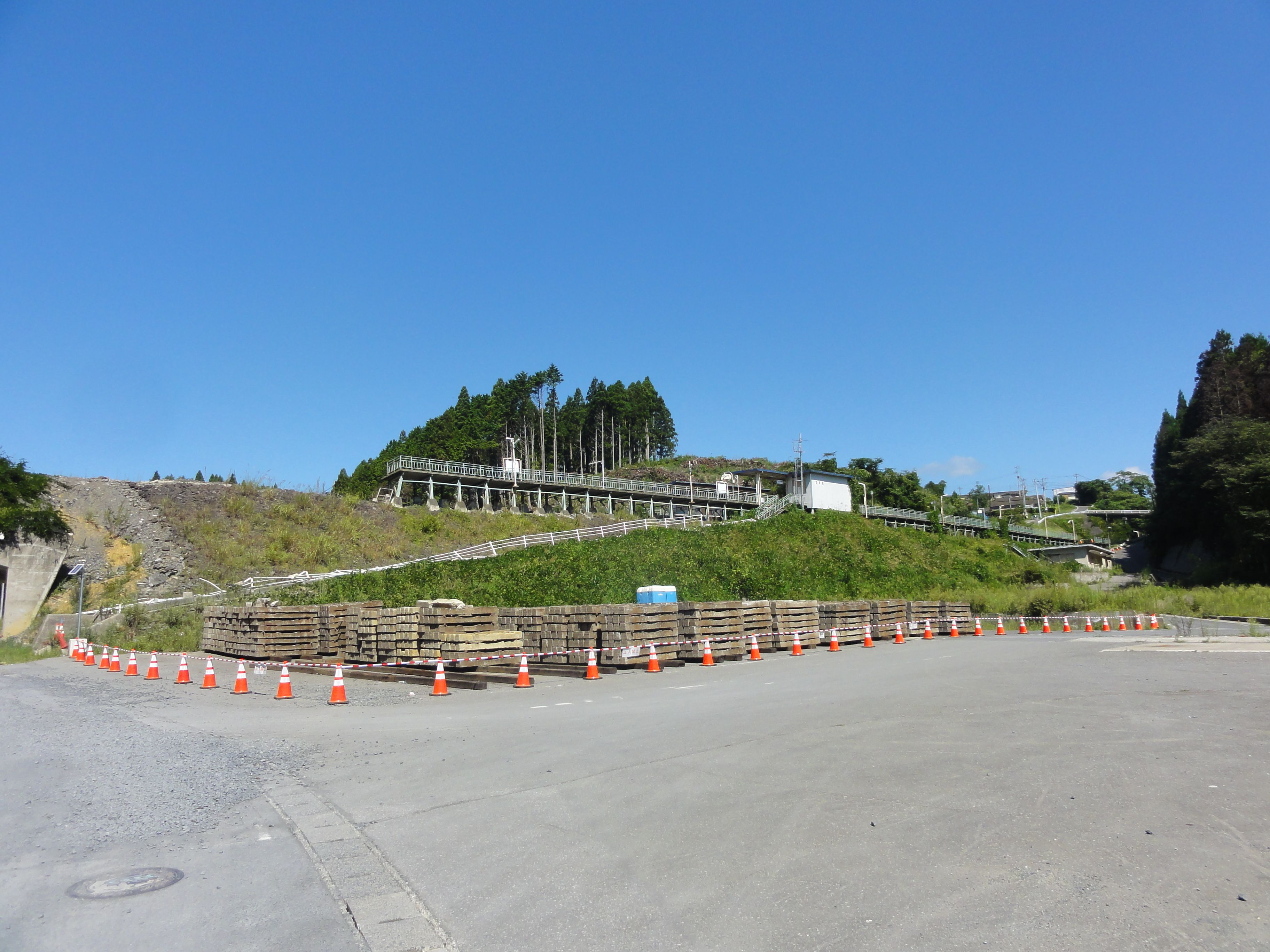
地震后（2012年9月）
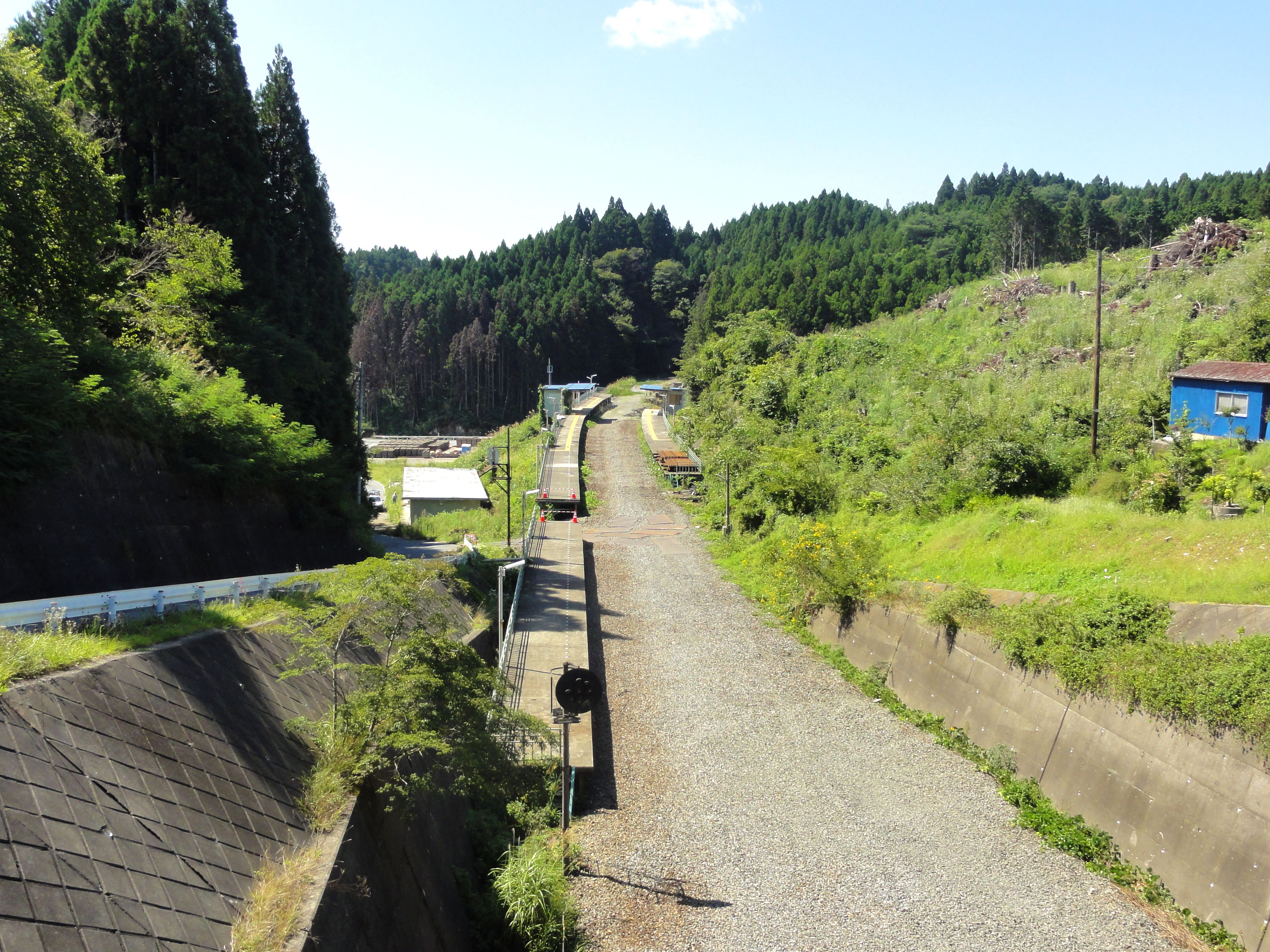
地震后月台（2012年9月）
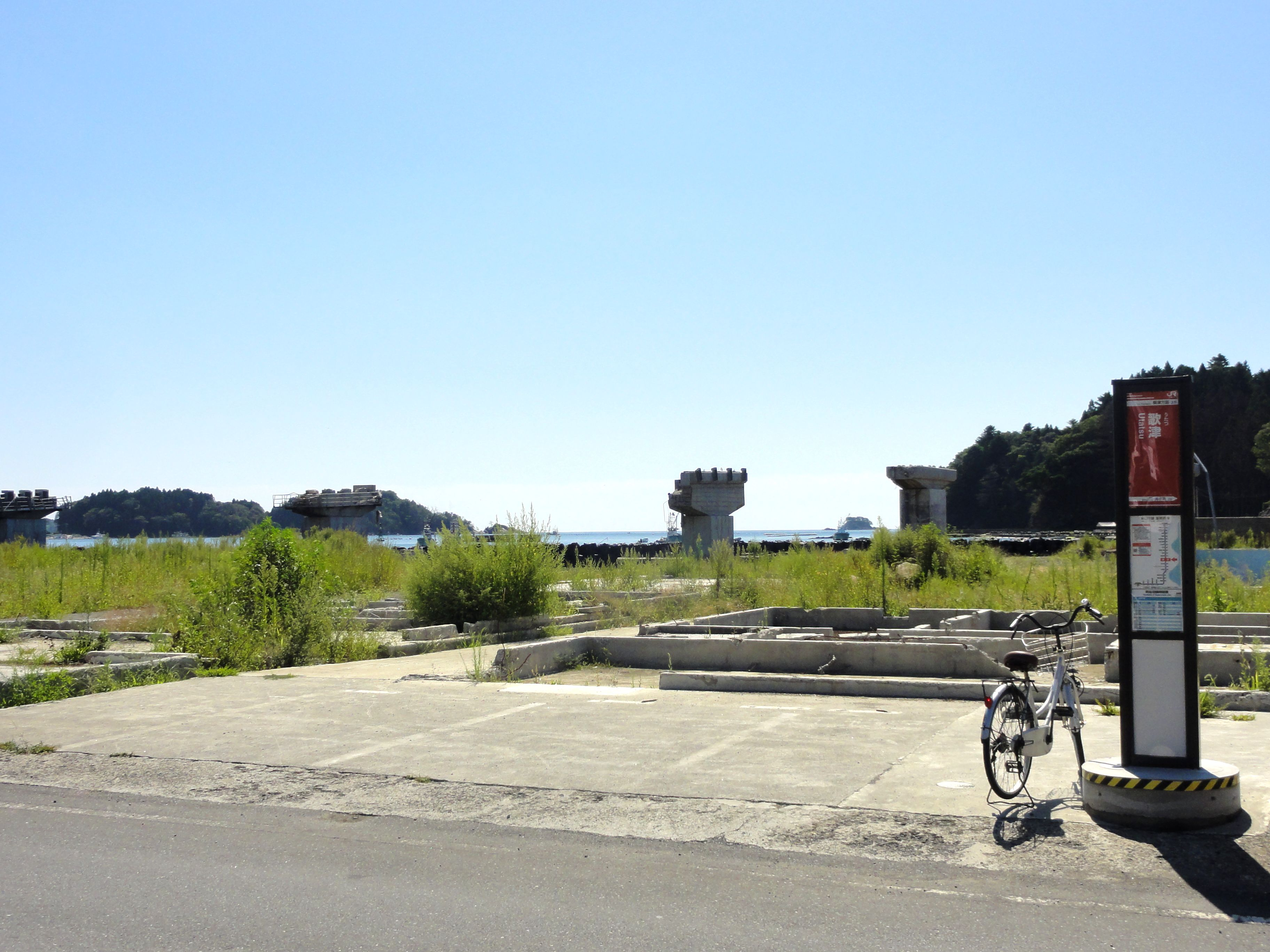
BRT暫定開業時到2012年12月21日期间使用的月台（2012年9月）
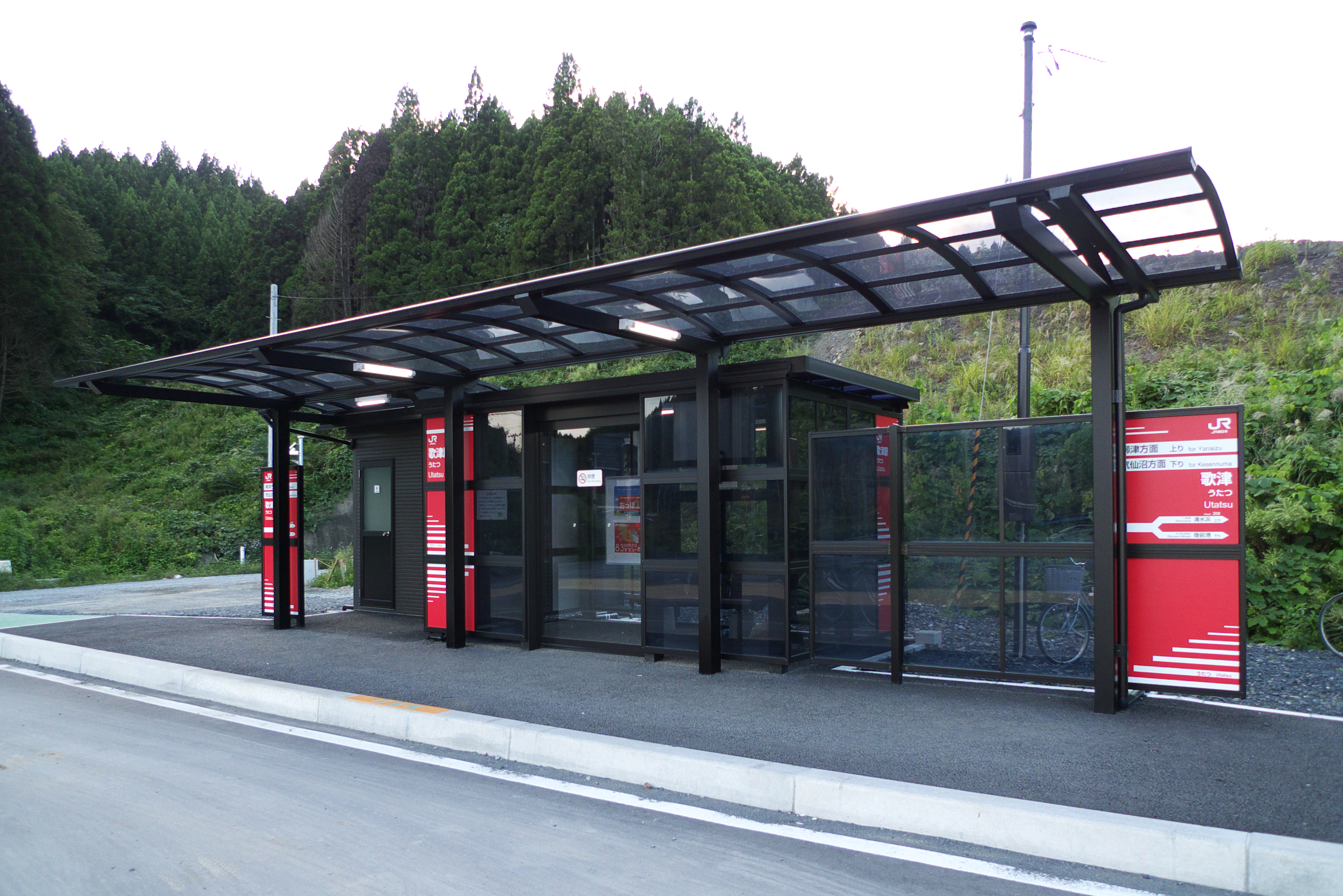
2019年6月15日移动至专用道的月台

## 歷史
- 1977年（昭和52年）12月11日 - 車站啟用。
- 1987年（昭和62年）4月1日 - 日本國鐵分割民營化，車站管轄劃歸由東日本旅客鐵道繼承。
- 2005年（平成17年）4月6日 - 站房改建。
- 2011年（平成23年）3月11日 - 東北地方太平洋近海發生嚴重地震，地震引發的海嘯沖毀靠近海岸的許多鐵路設施，歌津也是23個被沖毀的鐵路車站之一[1]。
- 2012年（平成24年）
  - 8月20日：JR东日本改以BRT方式恢复运营[2]。
  - 12月22日：BRT用站房開始使用[3]。
- 2019年（令和元年）4月1日：巴士专用道延伸，站台移至专用道旁[4]。
- 2020年（令和2年）4月1日：随着柳津-气仙沼段铁路线废线[5][6]，不再作为铁路站。

## 相鄰車站
東日本旅客鐵道
■氣仙沼線（BRT路段）
清水濱－歌津－陸前港

## 外部連結
- （日語）歌津車站（JR東日本） （页面存档备份，存于）